# Courchavon

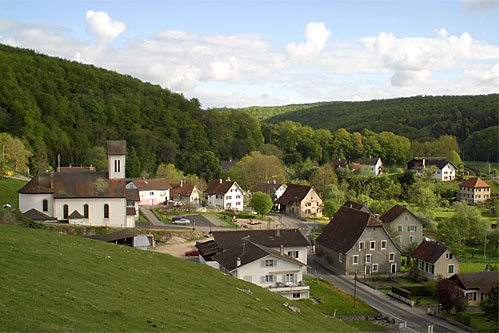

Courchavon is een gemeente en plaats in het Zwitserse kanton Jura, en maakt deel uit van het district Porrentruy.
Courchavon telt 298 inwoners.